# Ismail Merchant
Ismail Merchant (Bombay, 25 december 1936 - Londen, 25 mei 2005) was een Indiaas-Brits filmproducent. 
Hij werkte veel samen met de regisseur James Ivory met wie hij in 1961 het bedrijf Merchant Ivory Productions oprichtte. Hun films hebben zes Oscars gewonnen.
Merchant en Ivory stonden voor stijlvolle costuumdrama's, gebaseerd op romans van schrijvers als Henry James en E.M. Forster. Ze spelen zich meestal af in het bourgeoismilieu van rond 1900.
Merchant had ook enkele kookboeken op zijn naam staan.

## Films
- The Householder (1963)
- Shakespeare Wallah (1965)
- The Europeans (1979)
- Heat and Dust (1983)
- A Room With a View (1985)
- Howards End (1992)
- In Custody (1993)
- The Remains of the Day (1993)
- Jefferson in Paris (1995)
- Le Divorce (2003)